# 以巴和平進程
以巴和平進程是指各方為試圖以和平方式解決以巴衝突而進行斷斷續續的討論和提出的建議。自1970年代以來，各方一直在努力尋求在以巴衝突以及更廣泛的以阿衝突中達成和平的條件。值得注意的是，埃及和以色列之間的《大衛營協議》包含了關於「巴勒斯坦自治計畫」的討論，但並未包括任何巴勒斯坦代表。該自治計劃後來未能實施，但其條款在很大程度上體現在《奧斯陸協議》中。
儘管和平進程未能達成最終協議，但幾十年來國際社會一致支持基於聯合國安理會第242號和第338號決議的兩國方案。這包括根據1967年前的邊界建立一個獨立的巴勒斯坦國，包括東耶路撒冷，並根據巴勒斯坦人的回歸權（根據聯合國大會第194號決議）公正地解決難民問題。 這與《奧斯陸協議》臨時協議下的現狀形成鮮明對比。根據該協議，巴勒斯坦領土在以色列軍事控制下四分五裂，巴勒斯坦民族權力機構僅在約旦河西岸個別地區和加薩走廊享有部分自治。《奧斯陸協議》規定的最終解決方案尚未達成。